# Districte de Berea
El districte de Berea és un dels deu districtes en què es divideix Lesotho. La capital és Teyateyaneng.

## Geografia
A l'oest limita amb l'Estat Lliure de Sud-àfrica. A nivell nacional limita amb el districte de Leribe al nord, el districte de Thaba-Tseka al sud-est i el districte de Maseru al sud. Teyateyaneng n'és la capital. És l'únic districte de Lesotho que no rep el nom de la seva capital. El 2016 tenia 262.616 habitants, el 13,32% de la població total del país. La seva superfície és de 2.222 km², el 7,32% de la superfície total del país.
Les coves de Kome, un grup d'habitatges rupestres fets de fang, protegides com a monument nacional, es troben a 25 km de la capital.

## Clima
La mitjana anual de precipitacions al país és de 100 cm, la majoria de les quals es reben durant la temporada de pluges d’octubre a abril. Tot i que plou durant tots els mesos de l'any, les aigües subterrànies són limitades per escorrenties. La regió té un clima temperat a causa de l'elevació i és humida durant la major part de l'any. La temperatura a les terres baixes varia de 32 °C durant l'estiu a -7 °C durant l'hivern.

## Economia
El principal cultiu és el blat de moro. Altres conreus destacats són el blat, el sorgo, les mongetes i els pèsols. El 2008 es van produir 6.901 tones de blat de moro, 145 tones de mongetes, 59 tones de sorgo, 1.495 tones de pèsols i 551 tones de blat.